# 2515 Gansu
2515 Gansu је астероид главног астероидног појаса са средњом удаљеношћу од Сунца која износи 3,186 астрономских јединица (АЈ).
Апсолутна магнитуда астероида је 12,6.